# Chostka
Chostka (niem. Chostka, 1930–1945 Walddorf) – osada w Polsce, w województwie warmińsko-mazurskim, w powiecie mrągowskim, w gminie Piecki. Wchodzi w skład sołectwa Rosocha .
Do 2023 miejscowość była przysiółkiem wsi Rosocha.
W latach 1975–1998 przysiółek administracyjnie należał do województwa olsztyńskiego.